# 四方林
四方林，是臺灣桃園市龍潭區的一個傳統地域名稱，位於該區中部。相較於今日行政區，其範圍大致包括上林里、上華里、中正里。

## 歷史
台灣清治末期至日治初期，四方林地區為一街庄，稱為「四方林庄」，隸屬於桃澗堡。該庄西北與竹窩仔庄、龍潭陂庄、黃泥塘庄為鄰，東北與九座藔庄為鄰，東南邊為三角林庄，西南邊為銅鑼圈庄。
1901年（日治明治三十四年）11月，全台設置二十廳，該庄隸屬於桃仔園廳。1903年（明治三十六年），改名桃園廳。1909年（明治四十二年）10月，合併二十廳為十二廳，該庄隸屬不變。1920年（大正九年），廢十二廳改設五州二廳，該庄改制為「四方林」大字，隸屬於新竹州大溪郡龍潭庄，大字下有「四方林」、「大湖底」小字名。
戰後龍潭庄改制為龍潭鄉，隸屬於新竹縣，大字亦改制為村。1950年桃、竹、苗分治，龍潭鄉改隸屬於桃園縣。2014年12月，桃園縣升格為直轄桃園市，龍潭鄉改制為龍潭區，村亦改制為里。

## 交通
國道3號又稱「福爾摩沙高速公路」，是貫穿台灣西部的兩條縱向高速公路之一，大致以東北東—西南西走向轉東北—西南走向經過四方林地區中部偏北地帶，並於東北側邊界地帶與市道113乙線交會處設有龍潭交流道，由此進入可快速前往台灣西部各地。
省道台3線（中豐路上林段）俗稱「內山公路」，是台北至屏東的內陸縱貫幹道，大致以東北—西南走向轉西北—東南走向再轉東北—西南走向經過本地區西北部及西南部近邊界地帶，向東北繞經龍潭市區可前往大溪、三峽、土城等地，向西南可前往關西、橫山、竹東下公館等地。
市道113號（中正路）是大園至龍潭十一份的道路，大致以北北西—南南東走向轉西北—東南走向經過本地區東北部，向北可前往中壢、青埔、大園後，於埔頂與省道台15線交會；向東南可前往三角林、十一份並止於省道台3乙線路口。
市道113乙線（大昌路二段）是龍潭交流道連絡道，其南側端點位於本地區中部偏東的市道113號路口。由此向東北轉北偏西經龍潭交流道後，止於黃泥塘地區省道台3線路口。

## 學校
- 龍潭高中
- 方曙商工
- 凌雲國中
- 龍潭國小
- 龍星國小
- 雙龍國小

## 景點
- 龍潭大池